# Burraco fatale
 Burraco fatale è un film sentimentale del 2020 diretto da Giuliana Gamba.
Il film è stato presentato fuori concorso al Bari International Film Festival 2020.

## Trama
Irma, Eugenia, Miranda e Rina sono quattro amiche, molto diverse tra loro, che si ritrovano accomunate dalla passione per il burraco. Durante queste partite hanno modo di confrontarsi, spesso scontrarsi a causa dei caratteri molto diversi tra loro, ma restano legate da una profonda conoscenza reciproca. Dopo essere riuscite a qualificarsi, decidono di partecipare ad un torneo nazionale di burraco, che perderanno per abbandono. Una di loro scapperà e non farà in tempo a riprendere il gioco.

## Produzione
Il film è stato girato in Italia e in Marocco tra aprile e giugno 2019, per 7 settimane.

## Distribuzione
Il film è uscito nelle sale sale cinematografiche il primo ottobre 2020.

## Premi e riconoscimenti
- 2021 - Nastro d'argento

Candidatura a migliore attrice in un film commedia a Loretta Goggi